# Thomas Hamilton (Architekt)

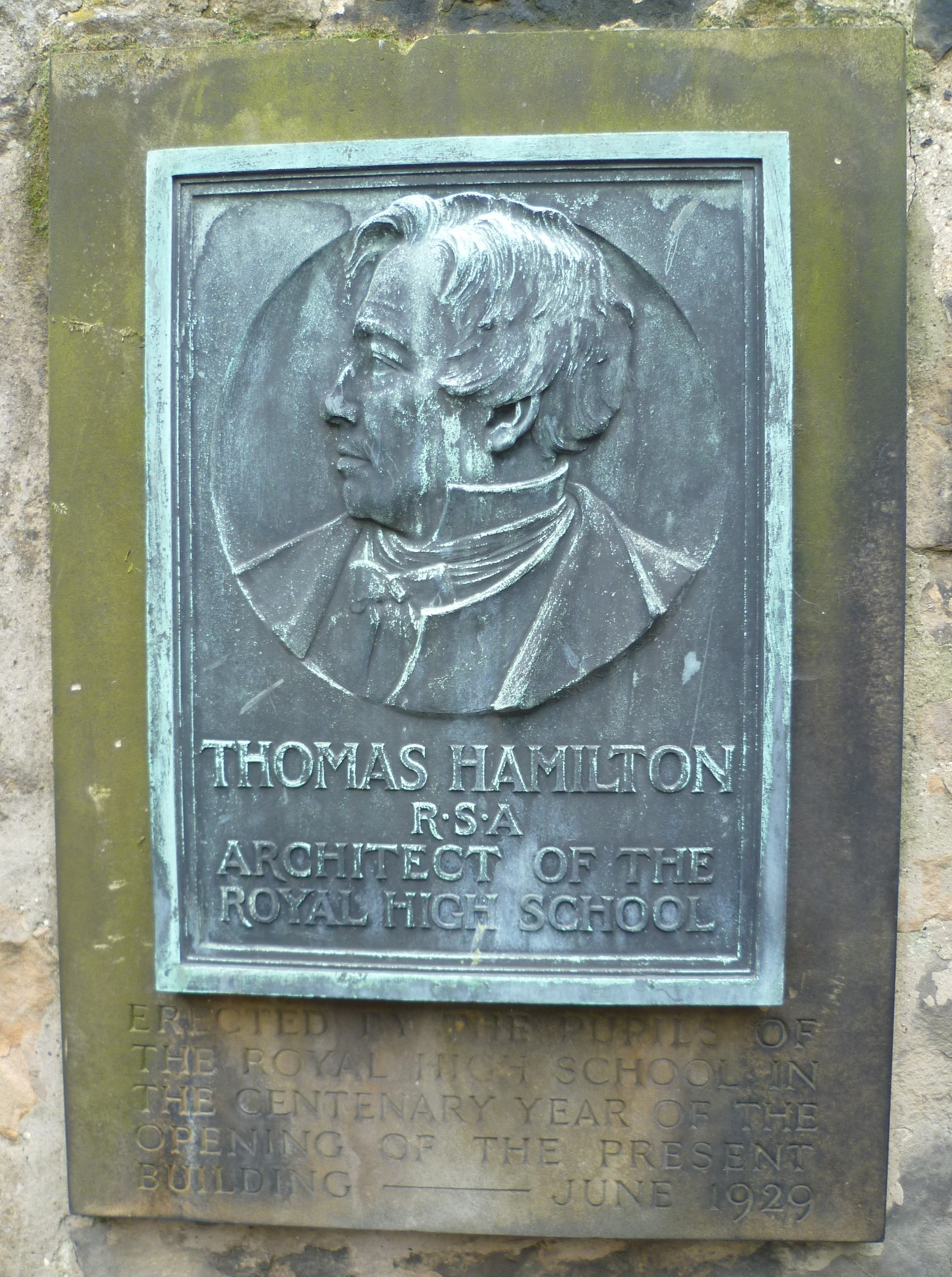
Gedenkplakette für Thomas Hamilton

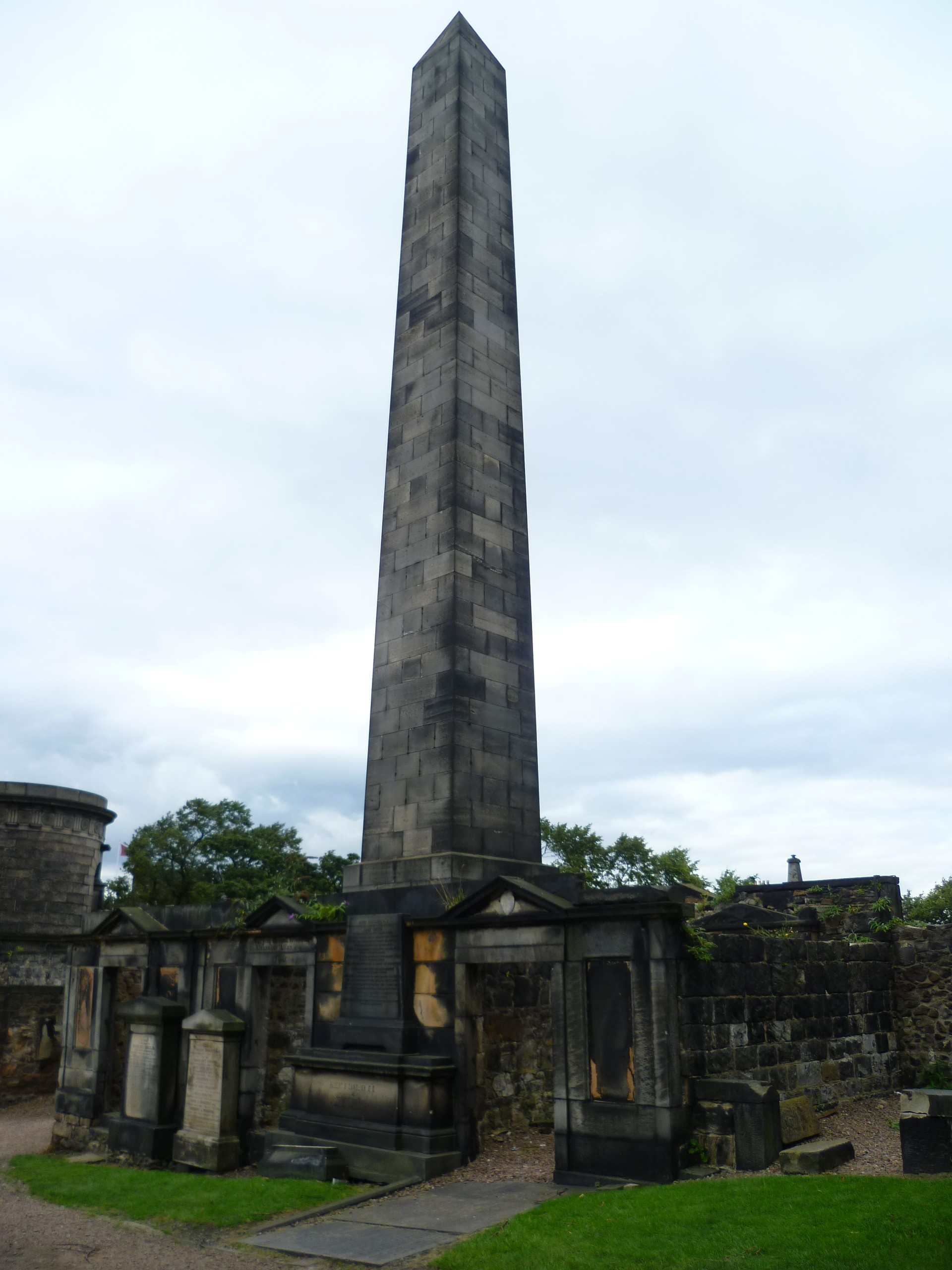
Martyrs’ Monument, Calton Hill

Thomas Hamilton (* 11. Januar 1784 in Glasgow; † 24. Februar 1858 in Edinburgh) war ein schottischer Architekt, der vor allem in Edinburgh viele hervorragende klassizistische mit Bezug auf die griechische Architektur und neugotische Gebäude  schuf:
- Burns Monument in Edinburgh und Alloway;
- Old Royal High School (1829) auf der Südseite des Calton Hill;
- Royal College of Physicians of Edinburgh;
- George IV Bridge, erhöhte Straße im Stadtteil Cowgate;
- Dean Orphan Hospital, heute Dean Gallery;
- New North Road Free Church, heute Bedlam Theatre;
- Cumstoun, Privathaus in Dumfries and Galloway;
- Political Martyrs’ Monument (1844) auf dem Old Calton Friedhof.

Hamilton war 1826 ein Gründungsmitglied der Royal Scottish Academy.

## Galerie

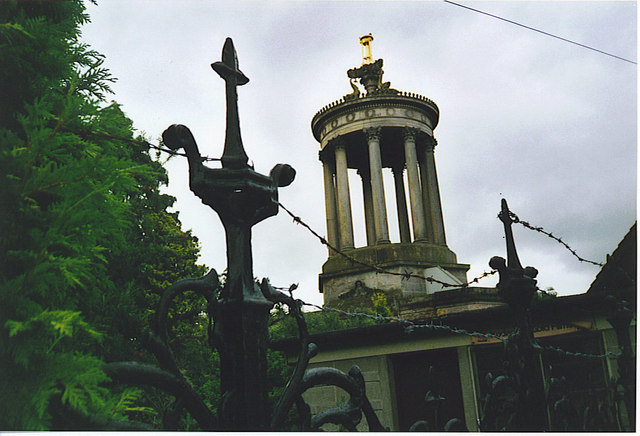
Burns Monument, Alloway
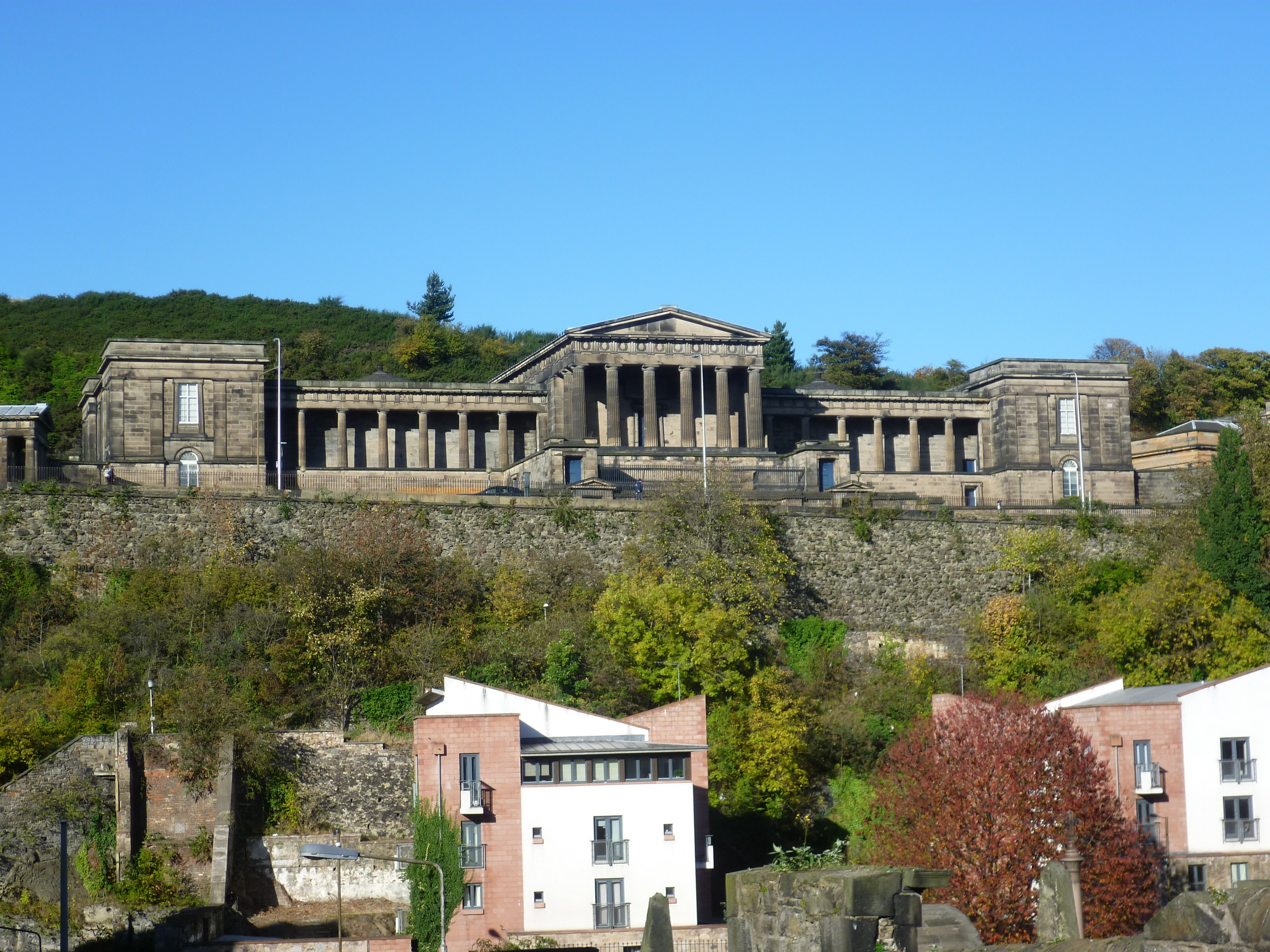
Royal High School, Calton Hill Edinburgh
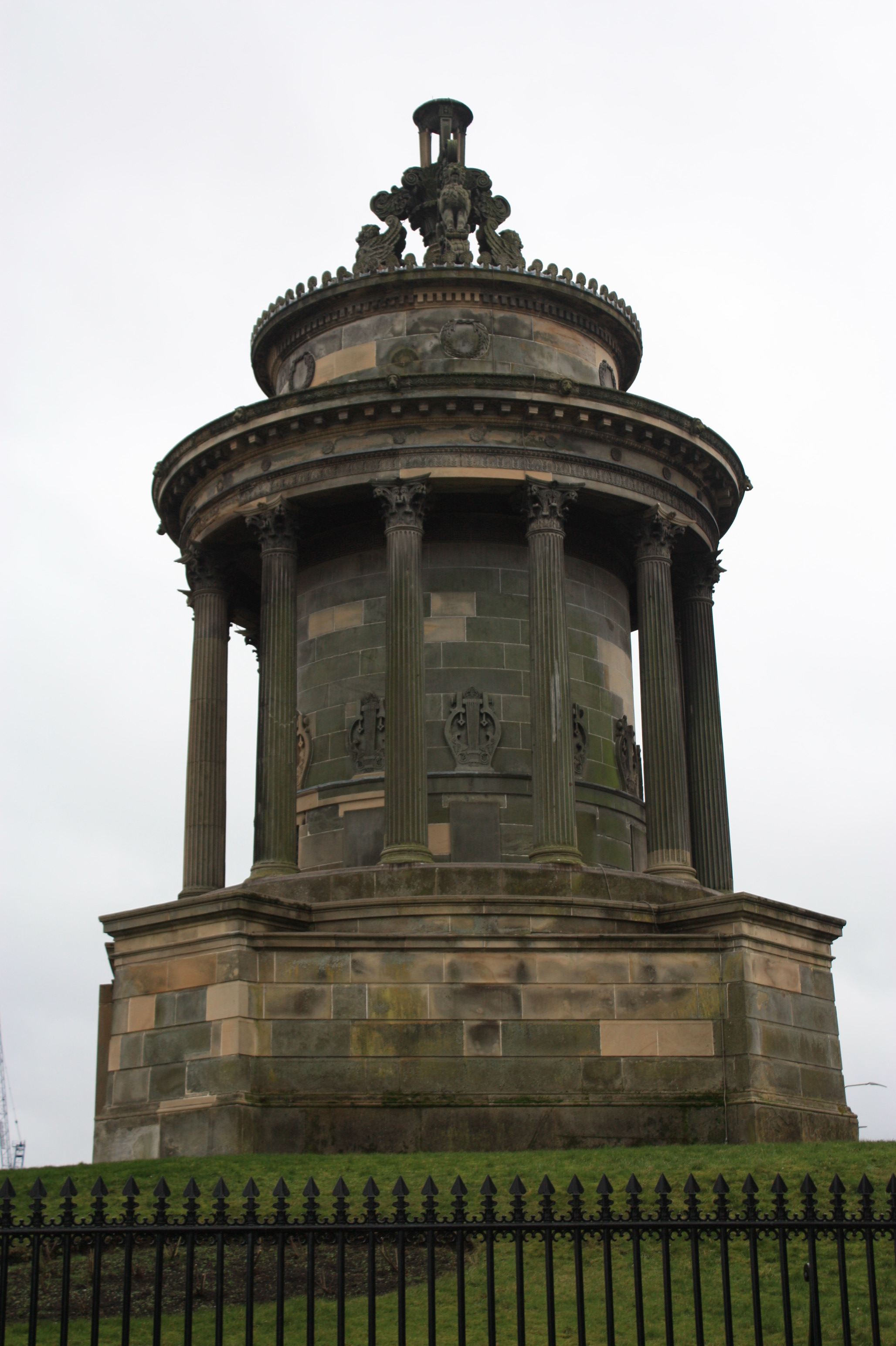
Burns Monument, Edinburgh, mit Bezug auf das Athener Lysikratesmonument
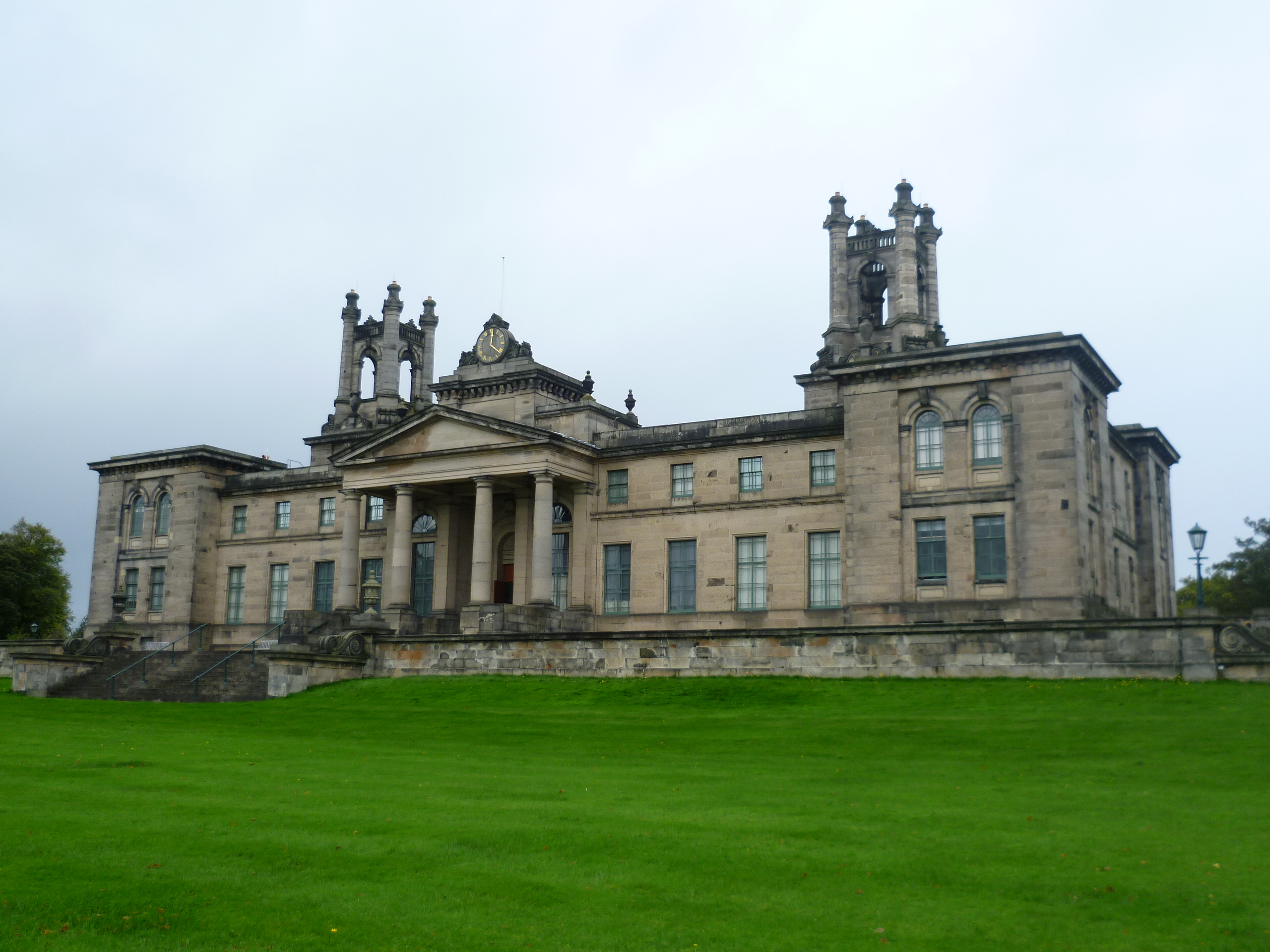
Dean Orphanage, Edinburgh
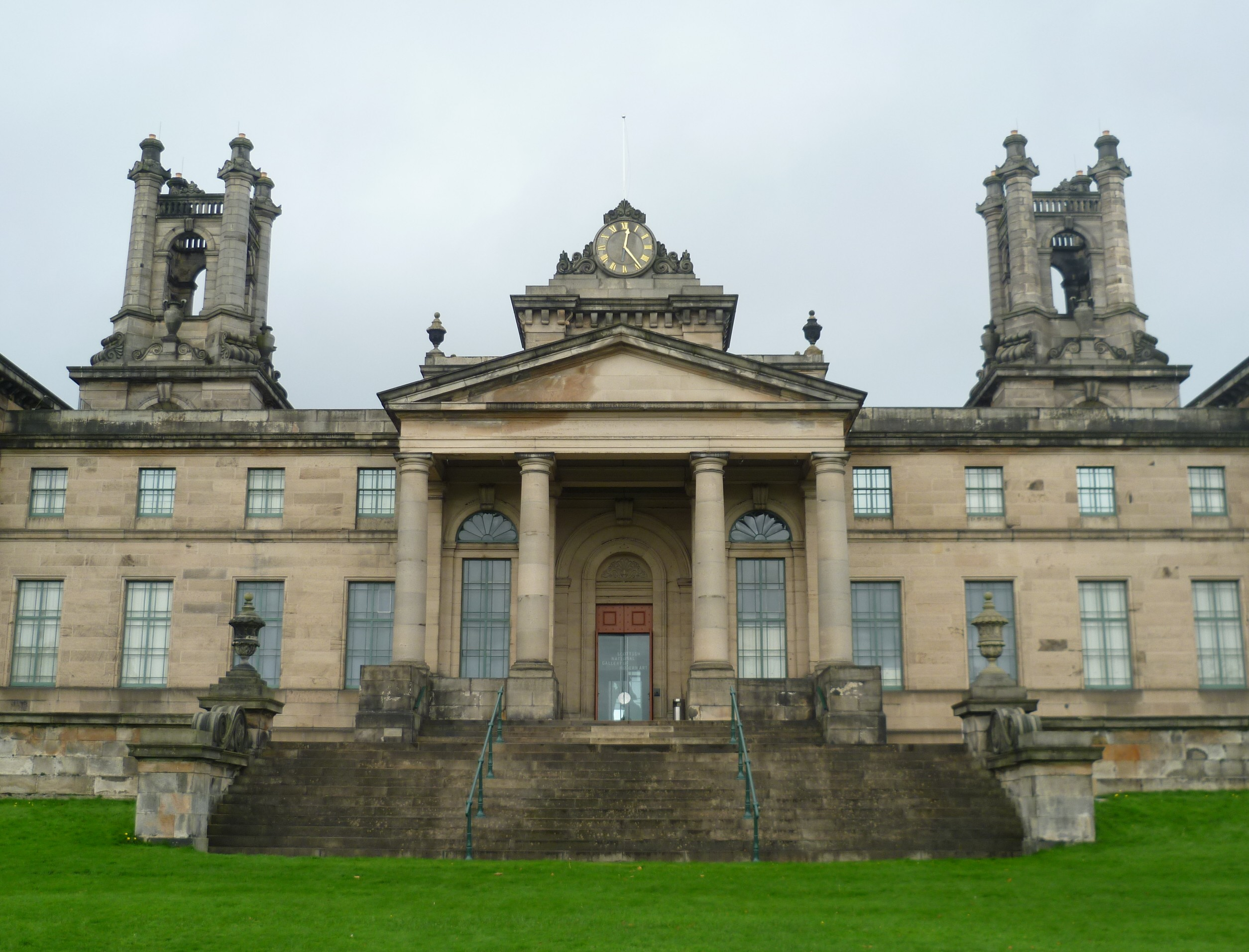
Dean Orphanage portico und Türme
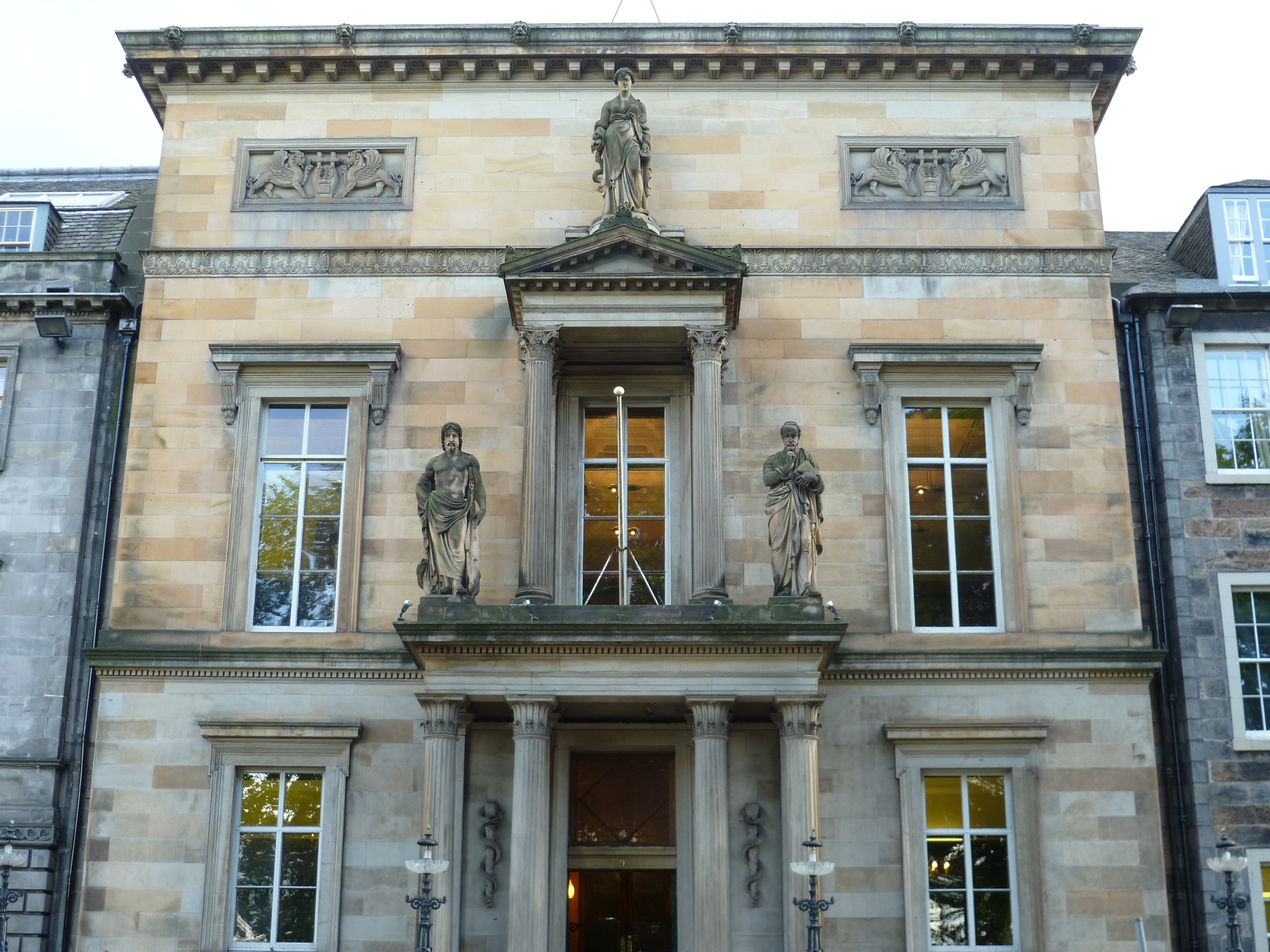
Physicians Hall, Edinburgh
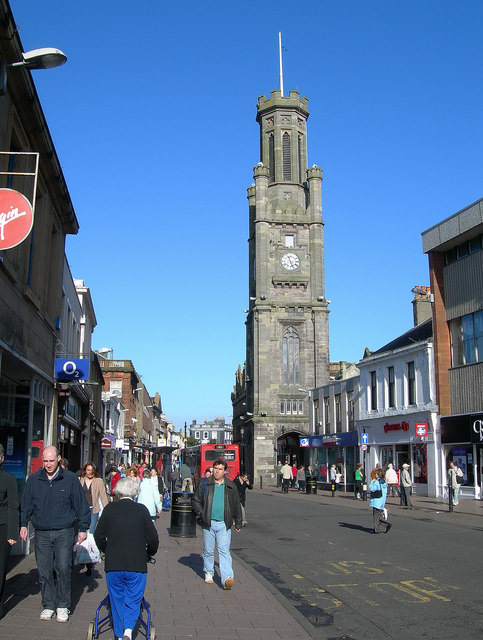
Wallace Tower, Ayr
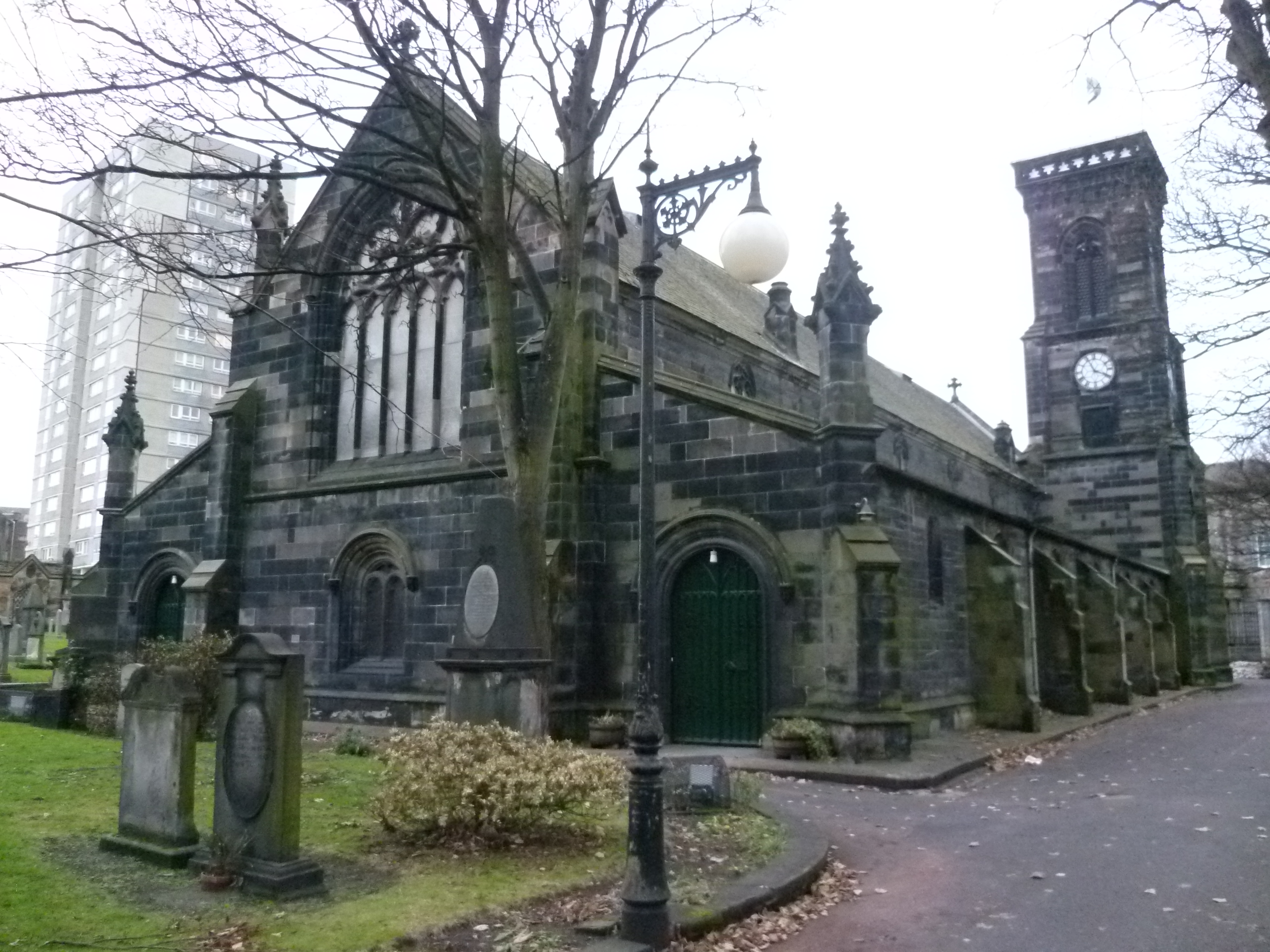
St. Mary’s Church, South Leith
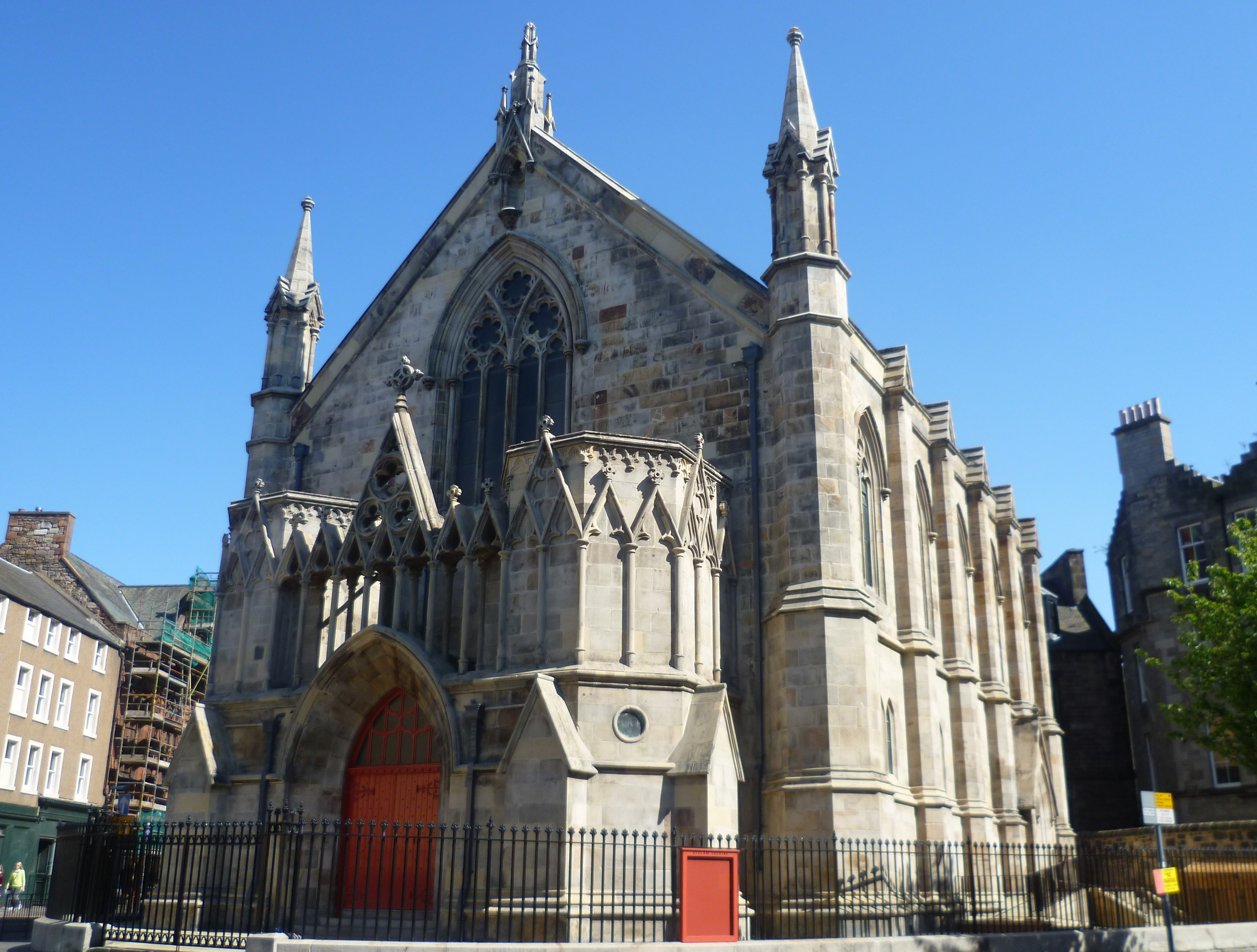
New North Road Free Church, Edinburgh (Bedlam Theatre)